# Benjamin Nygren
Erik Benjamin Nygren (født 8. juli 2001) er en svensk professionel fodboldspiller, som spiller som angriber for Scottish Premiership-klubben Celtic og Sveriges landshold.

## Klubkarriere

### IFK Göteborg
Nygren begyndte sin karriere hos IFK Göteborg. Han fik sin professionelle debut den 23. august 2018, da han blev skiftet ind sent i en Svenska cupen-kamp imod Torns IF. Han fik sin debut i Allsvenskan den 31. oktober 2018 imod Malmö FF.

### Genk
Nygren skiftede i juni 2019 til belgiske KRC Genk. Med en pris på 5 millioner euro blev den kun 17-årige Nygren Göteborgs rekordsalg i klubbens historie.

#### Leje til Heerenveen
Det lykkedes ikke Nygren at bryde gennem på Genks førstehold, og i søgen om mere spilletid, blev han i oktober 2020 udlejet til hollandske Heerenveen på en 2-årig lejeaftale. Det lykkedes dog heller ikke for Nygren at få den ønskede spilletid i Holland, og han åbnede op for at forlade klubben i 2021.

### Nordsjælland
Nygren fik sit lejeophold hos Heerenveen opsagt før tid i januar 2022, og skiftede herefter til FC Nordsjælland på en fast aftale. Han spillede mere end 100 kampe for klubben over de næste 3,5 sæsoner.

### Celtic
Nygren skiftede i juni 2025 til Celtic.

## Landsholdskarriere

### Ungdomslandshold
Nygren har repræsenteret Sverige på flere ungdomsniveauer.

### Seniorlandshold
Nygren debuterede for Sveriges landshold den 25. marts 2025.